# Зимбабвийски долар
Вижте пояснителната страница за други значения на долар.
Зимбабвийският долар е бивша парична единица на Зимбабве. Подразделението му се нарича сент (cent); 100 цента са равни на 1 долар.
С инфлация от над 100 000 % (2007 – 2008 г.) 11 378 472 550 зимбабвийски долара се котират за 1 щатски долар през юни 2008 г. Банкнота от 250 000 000 зимбабвийски долара е издадена през май 2008 г.
Поради развихрилата се в страната хиперинфлация тази парична единица не се използва от 12 април 2009 г.